# Unpaywall
Unpaywall és un programari lliure amb Llicència MIT desenvolupat per OurResearch, la base de dades oberta del qual recull contingut d'accés obert de més de 50.000 editors i repositoris. El seu objectiu principal és que aquest contingut digital sigui fàcil de trobar i faciliti a l'investigador el seu propòsit. La principal forma de fer servir Unpaywall és amb la seva extensió a Google Chrome o FireFox.